# Tierelier
De term tierelier wordt gebruikt in bepaalde vaste uitdrukkingen als het brandt als een tierelier en het loopt als een tierelier. Hiermee wordt uitgedrukt dat iets snel en/of goed verloopt, of dat iets hevig brandt.

## Etymologie
Waar als een tierelier vandaan komt, is niet duidelijk.  
De zegswijze is volgens het Genootschap Onze Taal waarschijnlijk ontstaan uit het werkwoord tierelieren (afgeleid van het Oudfranse tirelire), dat in elk geval al in de zestiende eeuw voorkwam in de betekenissen ‘kwinkeleren van vogels’ en ‘zingen’. Het eerste deel van het woord komt van dezelfde 'wortel' als 'tieren', dat oorspronkelijk 'heldere tonen laten horen' betekende. Het Woordenboek der Nederlandsche Taal vermeldt bij tierelier(e): 'Nabootsing van een eenvoudig, opgewekt muzikaal geluid, inzonderheid van gezang'. Volgens Marc De Coster kunnen we bij “als een tierelier” denken aan het beter uitvoeren van een klus(je) onder het zingen van een vrolijk deuntje. In het bekende kinderliedje Advocaatje ging op reis komt de frase 'tiereliereliere' voor. 
Een ander genoemde verklaring is dat de uitdrukking is ontstaan als versterkende verlenging van uitdrukkingen als 'het loopt als een lier', waarbij het kan gaan om een lier als hijswerktuig of als muziekinstrument. Er bestaan ook uitdrukkingen als 'gaan gelijk een lier des zondags' of 'op den zondag' en 'gaan gelijk een lier op een stok'. Wat tegen deze verklaring pleit, is dat het woord tierelier nooit als variant van lier is gebruikt. 